# Eruzione subglaciale

Eruzione subglaciale:
1) nuvola di vapore acqueo
2) lago
3) ghiaccio
4) strati di lava e cenere
5) strati
6) lava a cuscino
7) condotto magmatico
8) camera magmatica
9) dicco

Un'eruzione subglaciale è un'eruzione vulcanica che si verifica sotto il ghiaccio o sotto un ghiacciaio. Le eruzioni subglaciali possono causare pericolose inondazioni, lahar e creare ialoclastiti e lave a cuscino (pillow lava). Le eruzioni subglaciali talvolta formano un vulcano subglaciale chiamato tuya (in Islanda chiamato table mountain a causa della sua cima piatta). Il Tuya Butte, nella Columbia Britannica settentrionale ne è un esempio. Un tuya può essere riconosciuto dalla sua stratigrafia, la quale in genere è costituita da uno strato basale di basalti a cuscino coperti da breccia di ialoclastite, tufo e coperto da un flusso di lava . Le lave a cuscino si formarono in primo luogo come il risultato di eruzioni subacquee nell'acqua di disgelo glaciale. Una volta che l'apertura raggiunge l'acqua bassa, le eruzioni diventano freatomagmatiche, depositando breccia di ialoclastite. Una volta che il vulcano emerge dal ghiaccio, erutta lava, formando lo strato del cappello di un tuya. 
La termodinamica delle eruzioni subglaciali non è ancora compresa a sufficienza. I rari studi pubblicati indicano che nella lava eruttata vi è abbondanza di calore, con 1 unità di volume di magma sufficiente a fondere 10 unità di ghiaccio. Tuttavia, la rapidità mediante cui il ghiaccio viene fuso non è spiegata e nelle eruzioni reali il tasso è almeno un ordine di grandezza più veloce delle previsioni attuali.

## Eruzione antartica
Nel gennaio del 2008 gli scienziati della British Antarctic Survey (Bas) diretti da Hugh Corr e David Vaughan, riferirono (sulla rivista Nature Geoscience) che 2 200 anni fa (in base ai dati ricavati da un rilevamento aereo con immagini radar), un vulcano aveva eruttato sotto la calotta dell'Antartide. La più grande eruzione degli ultimi 10 000 anni; la cenere vulcanica venne trovata depositata sulla superficie del ghiaccio sotto le Hudson Mountains, nei pressi del ghiacciaio Pine Island. La cenere aveva ricoperto un'area delle dimensioni del New Hampshire ed è stata depositata probabilmente da un pennacchio di ceneri alto 12 km. I ricercatori hanno rilevato un picco montuoso a circa 100 metri sotto la superficie ritenuta la parte superiore del Tuya correlato a questa eruzione. 

## Lista di vulcani con eruzioni subglaciali oloceniche

### Islanda
- Bárðarbunga
- Eyjafjallajökull
- Katla
- Torfajökull

### Sud America
- Lautaro
- Sollipulli